# Srebrna Góra (Basse-Silésie)
Pour les articles homonymes, voir Srebrna Góra.
Srebrna Góra est une localité polonaise de la gmina de Stoszowice, située dans le powiat de Ząbkowice Śląskie en voïvodie de Basse-Silésie.

## Histoire
De 1742 à 1945, Silberberg fait partie de l'arrondissement de Frankenstein-en-Silésie dans le district de Breslau au sein de la province de Silésie.